# Carharrack
Carharrack est une paroisse civile et un village des Cornouailles, en Angleterre.